# 中野貴雄
中野 貴雄（なかの たかお、1962年5月15日 - ）は、日本の映画監督、脚本家、興行師、着ぐるみ造形家。
別名：中野TKO。キャットファイト団体「ギャルショッカー」大幹部（「地獄女史」名義）。
大阪府大阪市出身。大阪市立十三中学校卒、大阪府立北野高校卒。

## 人物・来歴
1991年、特撮AV「メトミック・アクション」シリーズ連作後、1992年、昭和30年代の新東宝映画のお色気アクションを目指した異色作『女体渦巻地帯（SPIRAL ZONE）』で劇場映画監督デビューし、ピンク大賞新人監督賞を受賞。以後、キャットファイト系映画監督として数々の作品を発表、フランスでビデオ化されるなど海外での評価も得る。1995年6月～10月、パリにて女相撲興行。1996年には『女体渦巻地帯（SPIRAL ZONE）』がリール国際トラッシュ映画祭にてグランプリ受賞。以後、映画、テレビドラマ、Vシネマの監督、脚本家として活躍。
1996年、ゴッホ今泉主宰イベント「デパートメントH」にてキャットファイトライブを開始。2000年にはキャットファイト団体「ギャルショッカー」を旗揚げし、大幹部・地獄女史を名乗って『仮面ライダー』における地獄大使のような扮装でライブイベントなどに出演。この際、自身や出演者に着用させる衣装や着ぐるみの多くを自ら制作する。雑誌『映画秘宝』や『フィギュア王』などでライターとしても活動している。
2008年、漫画家・キャットファイターの春咲小紅と結婚。
2010年、原作・三家本礼、主演・蒼井そら「巨乳ドラゴン 温泉ゾンビVSストリッパー5（BIG TITS ZOMBIE) 」が第46回シカゴ国際映画祭に招聘された。

## 主な監督作品
1991年
- 「海底轟姦」
- 「ザッツ変態テインメント」 ※劇場公開作品

1992年
- 「女体渦巻地帯（SPIRAL ZONE) 」 ※劇場公開作品

1993年
- 「ザ・プレイガールズ (PLAYGIRLS) 」1・2 ※フランス語版ビデオ発売

1994年
- 「うらつき童子(EXORSISTER) 」1-4 ※フランス語版ビデオ発売

1995年
- 「あかすり屋湯助」 ※台湾版VCD発売
- 「アクメくん 妖艶大戦争」

1996年
- 「花のおんな相撲」 ※英語版DVD発売

1997年
- 「ミニスカ特捜隊L.E.G.S」

1998年
- 「犬神 月光に狂いし者」
- 「江戸城大奥綺譚」

1999年
- 「犬の器」

2000年
- 「クインビーハニー」

2001年
- 「サワリーマン金太郎」

2002年
- 「サワリーマン金太郎VS痴女軍団」
- 「プレイガール7 最も淫らな遊戯」　※劇場公開作品
- 「花弁の忍者 桃影 忍法花ビラ大回転」

2004年
- 「みこすり半劇場」
- 「寄生蟲キラープッシー」 ※英語版DVD発売

2007年
- 「東大受験専門寮 ああつばめ荘」

2009年
- 「バトルヒロイン倶楽部」
- 「ほっぷすてっぷじゃんぷッ!」 ※劇場公開作品

2010年
- 「巨乳ドラゴン 温泉ゾンビVSストリッパー5（BIG TITS ZOMBIE）」 ※第46回シカゴ国際映画祭・招待作品 ※英語版・独語版DVD発売
- 「じぶんを守ろう!ふしぎの国のアリス」 ※日本防犯診断士協会 監修

2011年
- 「猛毒Y談 海女テラス大神」 ※劇場公開作品
- 「猛毒Y談 吸血!女王蜂!!」 ※劇場公開作品

2012年
- 「猛毒Y談 人喰い秘宝館」 ※劇場公開作品

2013年
- 「東京トワイライト」 ※劇場公開作品

## 主な脚本作品
1998年
- 「ヴァージンスナイパー 美少女妖魔伝」

2001年
- 「新人看護婦 大卍祭り 5人の（秘）診療テク」

2005年
- 「兜王ビートル」（監督：河崎実）
- 「花井さちこの華麗な生涯」

2006年
- 「ヅラ刑事」（監督：河崎実）

2007年
- 「シルバー假面」 （監督：実相寺昭雄）
- 「怪奇大作戦 セカンドファイル」第1話「ゼウスの銃爪」（監督：清水崇）
- 「ビーチバレー刑事」
- 「ヅラ刑事 頭上最大の決戦」

2008年
- 「ビーチバレー刑事 北京への道」
- 「ビーチバレー刑事 テロリンピックを阻止せよ」

2009年
- 「エレメントハンター」 ※NHKアニメーション作品

2013年
- 「怪奇大作戦 ミステリー・ファイル」第2話「地を這う女王」 （監督：緒方明）

2014年
- 「ウルトラマンギンガS」 ※小林雄次と共同シリーズ構成

2015年
- 「劇場版 ウルトラマンギンガS 決戦!ウルトラ10勇士!!」 ※小林雄次と共同脚本
- 「ウルトラマンX」 ※小林雄次・小林弘利・黒沢久子と共同シリーズ構成

2016年
- 「劇場版 ウルトラマンX きたぞ!われらのウルトラマン」 ※小林雄次・小林弘利と共同脚本
- 「大怪獣モノ」 ※河崎実と共同脚本
- 「ウルトラマンオーブ」 ※小林雄次と共同シリーズ構成

2017年
- 「劇場版 ウルトラマンオーブ 絆の力、おかりします!」

2018年
- 「ウルトラマンR/B」 ※武上純希・伊藤公志と共同シリーズ構成

2019年
- 「劇場版 ウルトラマンR/B セレクト!絆のクリスタル」
- 「ウルトラマンタイガ」 ※林壮太郎と共同シリーズ構成

2020年
- 「劇場版 ウルトラマンタイガ ニュージェネクライマックス」 ※林壮太郎と共同脚本
- 「ウルトラマンZ」

2022年
- 「ウルトラマンデッカー」

2023年
- 「ウルトラマンブレーザー」

2024年
- 「ウルトラマンブレーザー THE MOVIE 大怪獣首都激突」
- 「ウルトラマンアーク」

## 出演

### 映画
- 「盲獣VS一寸法師」（地獄女史 役）
- 「幽霊VS宇宙人3」（中野組長 役）
- 「あんにょん由美香」（本人 役）
- 「クラッシャーカズヨシ 怒る」

### テレビ・ラジオ番組
- 唐沢俊一のポケット（TBSラジオ、準レギュラー）
- 月極ラジオ（MBSラジオ） - 2005年9月の土曜深夜の3時間枠で4週放送。岡田斗司夫と2人で映画や特撮などに関するトークを行った。まず岡田に出演依頼が来て、対談相手として中野を誘った（ともに大阪出身、昭和30年代生まれ）。
- 岡田斗司夫のプチクリ学園（MONDO21 2006年） - 上記の月極ラジオの縁で岡田の番組にゲスト出演。
- ウルトラマンギンガS 第12話「君に会うために」（テレビ東京、カメオ出演）
- ウルトラマンX 第1話「星空の声」（テレビ東京、カメオ出演）
- ウルトラマンデッカー 第２０話「らごんさま」（テレビ東京、羅権衆B役）

## 執筆等
- 映画秘宝Vol.4『男泣きTVランド』（洋泉社 1996年） - 「プレイガールに蹴られたい 女股旅にも蹴られたい」と題する7ページの記事を執筆。
- まんが秘宝Vol.2『つっぱりアナーキー王』（洋泉社 1997年） - 「望月三起也の女に蹴られたい」と題する2ページの記事を執筆。
- ビジュアルポーズ集〈1〉キャットファイト篇（銀河出版 2000年）- 監修
- 国際シネマ獄門帖（有学書林 2003年）
- 別冊映画秘宝『危機一発スパイ映画読本』（洋泉社 2013年） - 編集など
- 日本怪獣侵略伝:ご当地怪獣異聞集（洋泉社 2015年） - 村井さだゆき、小中千昭、會川昇、井口昇、上原正三らと共著